# Chiesa di San Benedetto (Altmünster)
La chiesa di San Benedetto, anche nota semplicemente come chiesa parrocchiale di Altmünster (in tedesco Pfarrkirche Altmünster) è la parrocchiale del comune austriaco di Altmünster nel distretto di Gmunden del Land della Alta Austria. Appartiene al decanato di Gmunden nella diocesi di Linz e risale all'VIII secolo risultando così una delle parrocchie più antiche dell'Alta Austria.

## Storia

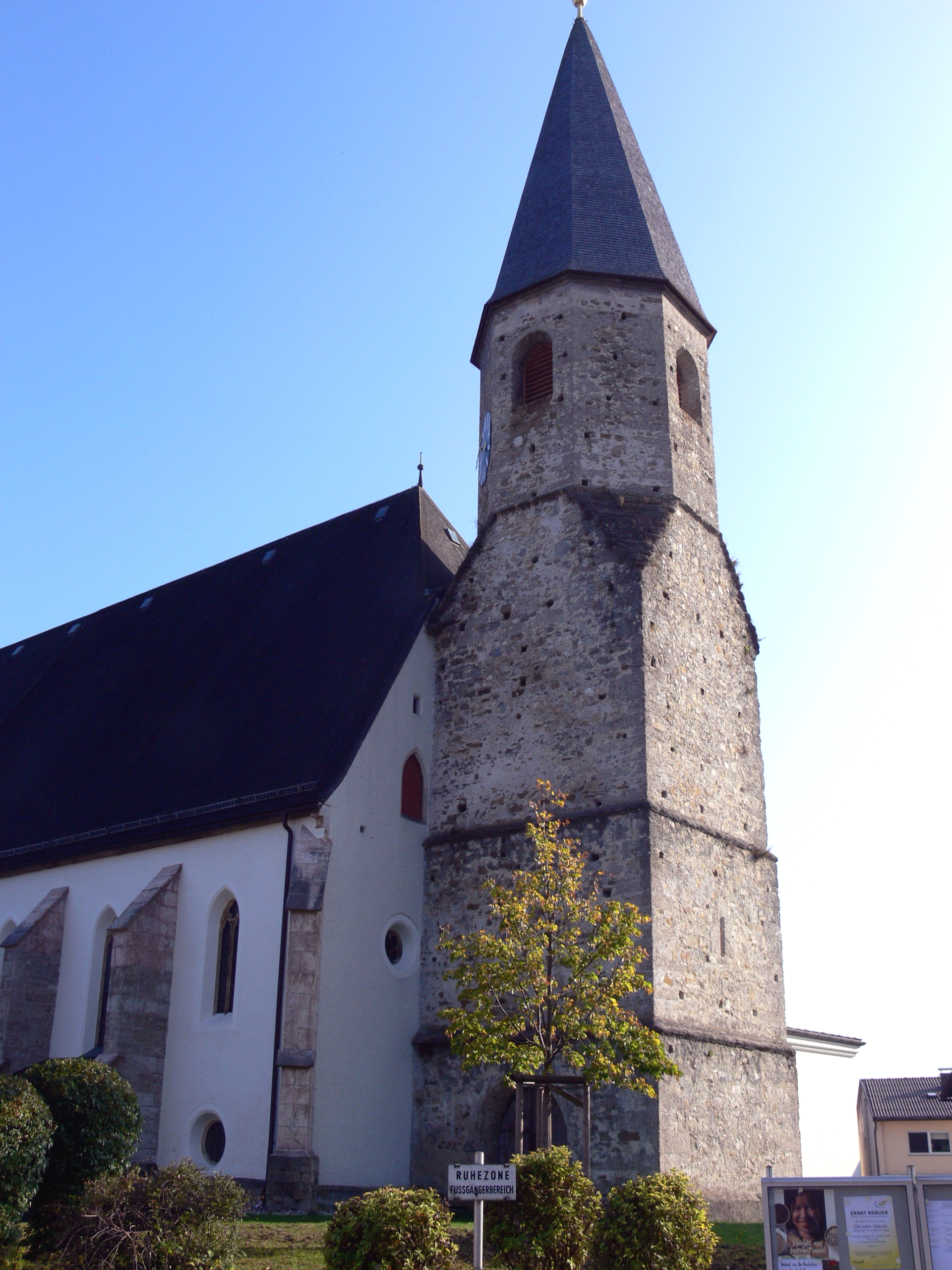
La torre campanaria romanica

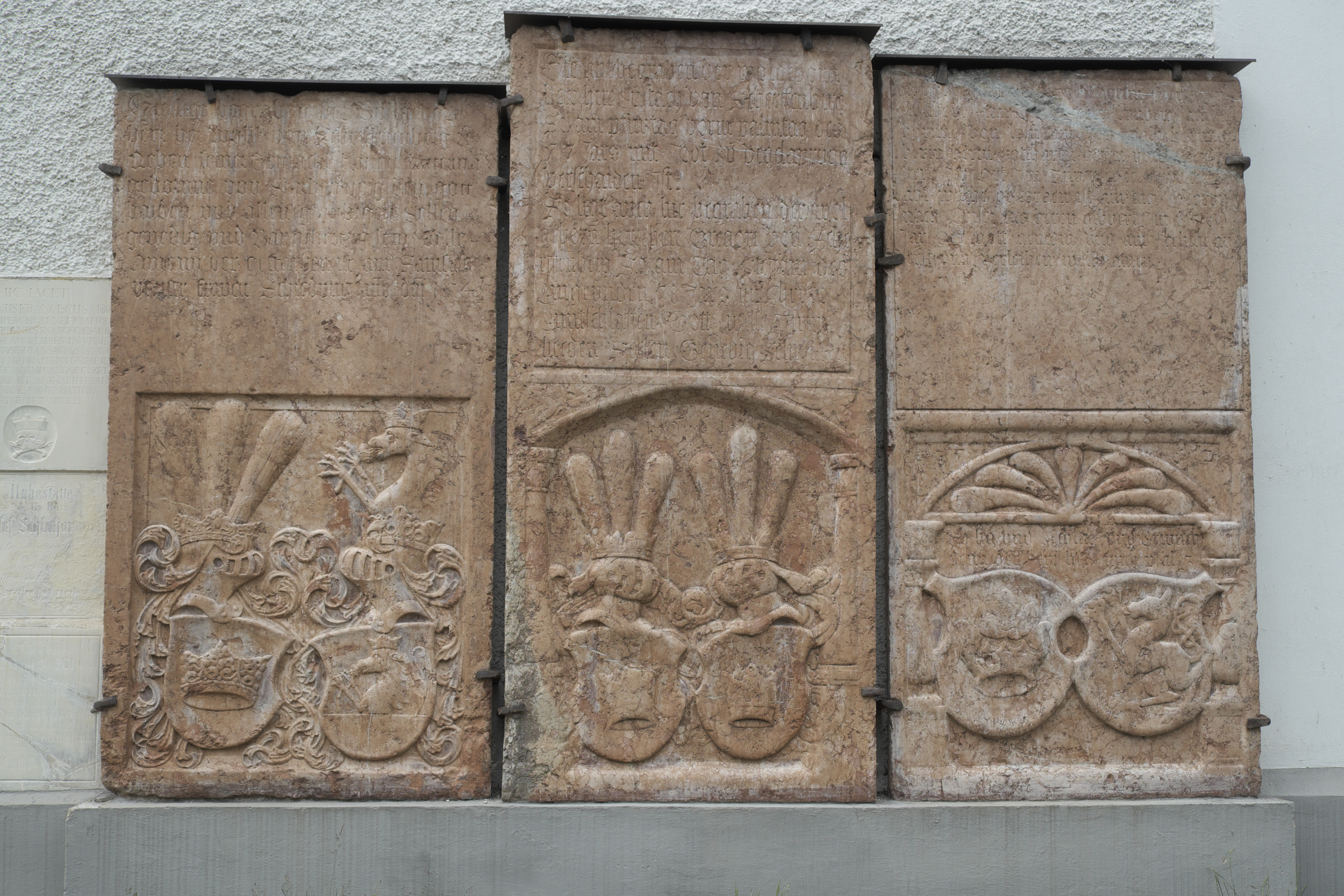
Pietre tombali conservate all'esterno della chiesa

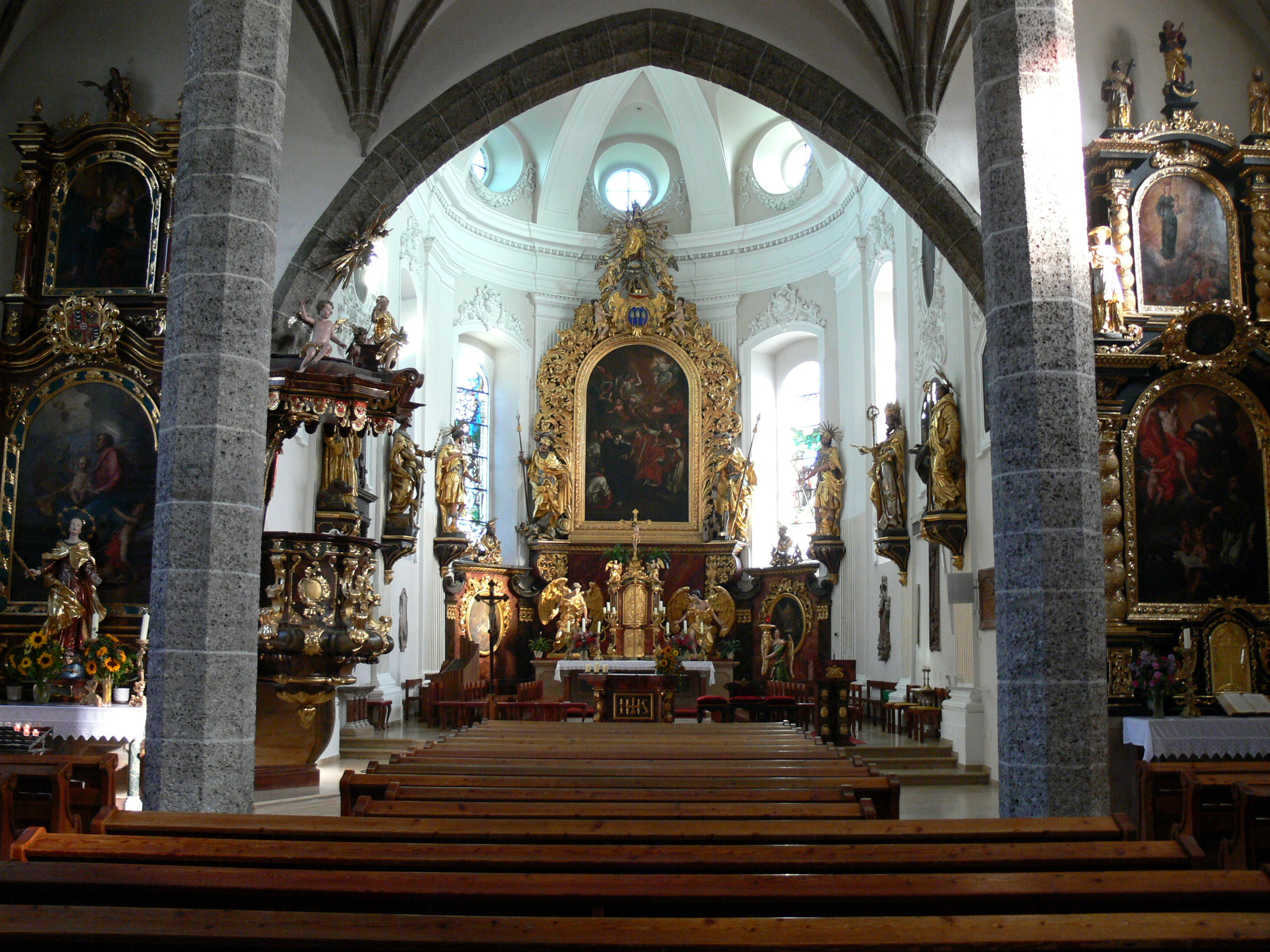
Interno della sala, presbiterio

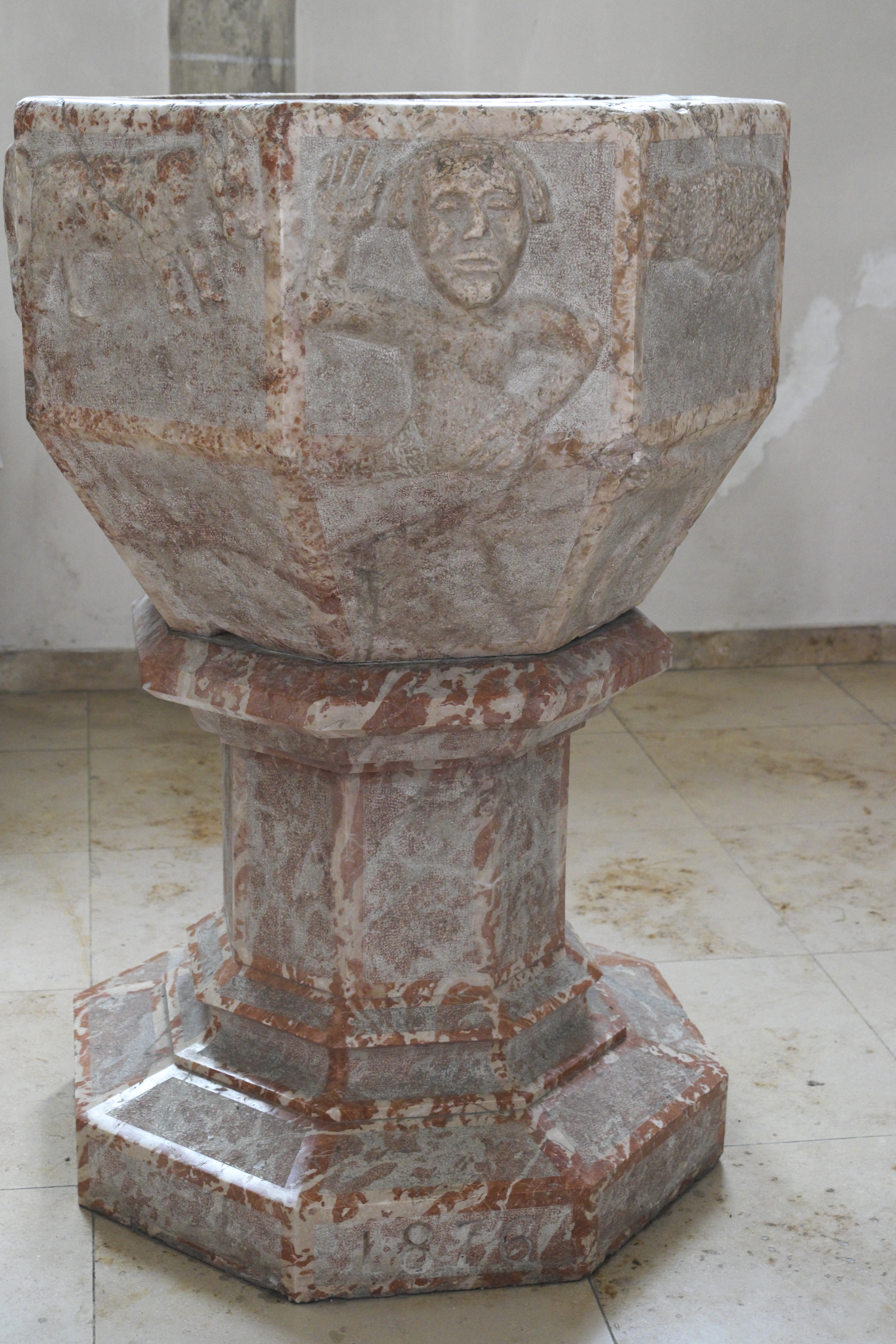
Fonte battesimale

Altmünster è sede di una delle parrocchie più antiche dell'Alta Austria risalendo all'VIII secolo. Un'abbazia benedettina fu fondata sul sito molto probabilmente tra il 748 e il 777. Nel 909 il monastero di Altmünster fu citato storicamente e fu chiuso al più tardi nel 955. L'abbazia divenne così parrocchia. La chiesa come struttura che ci è pervenuta risale al 1150 e a questo periodo risale la torre campanaria in stile romanico. Questa torre e il fonte battesimale costituiscono la parte più antica della chiesa. Tra il 1470 e il 1480 la struttura venne ampliata e venne edificata la chiesa a sala gotica a tre navate con volta a crociera. Le cappelle laterali furono aggiunte nel 1530.

## Descrizione
La chiesa parrocchiale si trova nell'abitato del comune austriaco di Altmünster nel distretto di Gmunden, Land della Alta Austria. La struttura storicamente più importante è la torre in gran parte romanica appartenente alla chiesa pregotica della metà del XII secolo. La sala si compone di tre navate con copertura gotica e volta a palme e rete. Sopra il portale sulla facciata della chiesa è riportato l'anno 1473. L'altare maggiore barocco conserva la pala raffigurante San Benedetto attribuita a Joachim Sandrat. Dello stesso maestro è la raffigurazione dell'Arcangelo Michele, che si trova sul parapetto del coro. Nel presbiterio a sinistra si trova la cappella col fonte battesimale romanico e rilievo gotico raffigurante l'Incoronazione di Maria, risalente al 1500. Nel presbiterio a destra verso la sagrestia, incastonata nella muratura accanto all'ingresso, una lapide romana risalente al 200 d.C. circa. Di particolare interesse il presepe barocco che si conserva nella chiesa, l'unico creato da Johann Georg Schwanthaler ed è composto da sette parti che tra le altre comprendono l'adorazione dei pastori, la circoncisione del Signore, la presentazione al tempio e Gesù dodicenne nel tempio. Poiché Schwanthaler non aveva mai visto né un cammello né un elefante ha inserito nel suo lavoro animali fantastici con il cammello che ha il collo di cigno e l'elefante che ha la proboscide di maiale, le zampe di cane e la coda di bue. Schwanthaler era nato ad Aurolzmünster nel 1740, gestiva la sua bottega artigiana a Gmunden, dove morì nel 1810. Il presepe era collocato sull'altare laterale sinistro, successivamente parti di esso furono collocate sull'altare di Ognissanti. Dal 1974 è esposto come insieme completo nella cappella confessionale. Tutte le figure conservano la pittura originale. Il presepe è visibile dalla vigilia di Natale alla Candelora.

### Bene architettonico tutelato
La chiesa parrocchiale di San Benedetto ad Altmünster è stata posta sotto tutela dei monumenti da parte della Repubblica austriaca col numero 117448.